# De Amor Também Se Morre
The Constant Nymph (bra/prt: De Amor Também Se Morre) é um filme norte-americano de 1943, do gênero drama romântico-musical, dirigido por Edmund Goulding e estrelado por Charles Boyer e Joan Fontaine.